# Pfalz-Zweibrücken-Birkenfeld-Gelnhausen
Pfalz-Zweibrücken-Birkenfeld-Gelnhausen er en ikke-regerende sidelinje af slægten Wittelsbach. Siden 1799 har sidelinjens medlemmer officielt kaldt sig for hertuger og hertuginder i Bayern. Der er tale om en gammel titel, som ikke-regerende medlemmer af pfalziske linjer også har brugt gennem de tidligere århundreder.

## Pfalzgrever af Pfalz-Zweibrücken-Birkenfeld-Gelnhausen
- Christian 1. af Pfalz-Birkenfeld-Bischweiler (1598–1664), gift med pfalzgrevinde Magdalena Katharina af Pfalz-Zweibrücken (1607–1648), (en datter af hertug Johan 2.) og senere med grevinde Maria Johanna af Helfenstein-Wiesensteig (1612–1665).
- Johan Karl af Pfalz-Birkenfeld-Gelnhausen (1638–1704), gift med pfalzgrevinde Sophie Amalie af Pfalz-Zweibrücken-Veldenz (1646–1695) og senere med baronesse Esther-Maria von Witzleben (1665–1725). Johan Karl og Sophie Amalie blev svigerforældre til hertug Joachim Frederik af Slesvig-Holsten-Sønderborg-Plön.

## Tidligere hertuginder i Bayern
- kejserinde Elisabeth, hertuginde i Bayern (1837-1898), gift med kejser Franz Joseph 1. af Østrig-Ungarn (1830-1916).
- dronning Marie Sophie, hertuginde i Bayern (1841–1925), gift med kong Frans 2. af Begge Sicilier.
- dronning Elisabeth, hertuginde i Bayern (1876-1965), gift med kong Albert 1. af Belgien (1875–1934).
- kronprinsesse Marie Gabriele, hertuginde i Bayern (1878–1912), gift med Rupprecht, kronprins af Bayern (1869–1955).

## Tidligere hertuger i Bayern
- Pius August, hertug i Bayern (1786–1837), gift med Amalie Luise af Arenberg (1789–1823).
- Max Joseph, hertug i Bayern (1808–1888), der støttede bayersk folkemusik, gift med en datter af kong  Maximilian 1. Joseph af Bayern.
- Karl Theodor, hertug i Bayern (1839–1909) der var øjenlæge, gift med Sophie af Sachsen (1845–1867) (en datter af kong Johan 1. af Sachsen) og senere med infanta Maria Josepha af Portugal (1857–1943) (en datter af kong Mikael 1. af Portugal).
- Ludvig Vilhelm, hertug i Bayern (1884–1968), gift med prinsesse Eleonore Anna Lucie til Sayn-Wittgenstein-Berleburg (død 1965).

## Nuværende hertug og hertuginder i Bayern
Max Emanuel, hertug i Bayern (født 1937) er sønnesøn af kronprinsesse Marie Gabriele, hertuginde i Bayern og adoptivsøn til Ludvig Vilhelm, hertug i Bayern. 
Max Emanuel viderefører titlen hertug i Bayern.
- Max Emanuel, hertug i Bayern (født 1937 i München), gift med hertuginde i Bayern og svensk grevinde Elizabeth Christina Douglas (født 1940 i Stockholm). Max Emanuel er titulær tronfølger i Bayern.

Max Emanuel og Elizabeth Douglas har fem døtre:
- hertuginde i Bayern Sophie af Liechtenstein (født 1967), gift med Alois, arveprins af Liechtenstein (født 1968), der er Liechtensteins tronfølger og prinsregent.
- hertuginde i Bayern Marie Caroline Hedwig Eleanore (født 1969), gift i 1991 med Philipp, hertug af Württemberg.
- hertuginde i Bayern Helene Eugenie Maria Donata Mechtilde (født 1972).
- hertuginde i Bayern Elisabeth Marie Charlotte Franziska (født 1973), gift i 2004 med Dr. Daniel Terberger.
- hertuginde i Bayern Maria Anna Henriette Gabriele Julie (født 1975), gift i 2007 med Dr. Klaus Runow, gift i 2015 med baron Andreas von Maltzahn (født 1964).

Max Emanuel, hans døtre og døtrenes børn indgår i den jakobittiske arvefølge til Skotlands, Englands og Irlands troner.